# Dig Dug
Dig Dug ˈdi̯g daːg (dt. grabe!, grub) wurde als Arcade-Spiel 1982 von Namco veröffentlicht. Von dem beliebten Spiel mit einem recht einfachen Konzept entstanden bald Klone wie Mr. Do! oder Digger, die wie das Original auf viele Konsolen und Heimcomputer (z. B. C64) portiert wurden.

## Spielziel
Dig Dugs Spielziel ist es, höhlenbewohnende Monster zu vernichten. Das erreicht man zum einen, indem man sie bis zum Platzen aufpumpt oder indem man Steine auf sie fallen lässt.
Es gibt zwei Gegner:
- Pooka ist ein rundes rot-gelbes Monster, das an eine Tomate mit Tauchmaske erinnert.

- Fygar ist ein grüner feuerspeiender Drache.

Der Spieler steuert einen tunnelgrabenden Bergmann, der sein Leben lässt, wenn er
1. von einem Monster erwischt,
2. von Fygars Feuer verbrannt oder
3. von einem herabfallenden Stein erschlagen wird.

Man muss viermal mit dem Feuerknopf pumpen, um ein Monster platzen zu lassen. Halb aufgeblasene Monster erholen sich nach einigen Sekunden wieder, sind bis dahin aber gelähmt. Durch geschickte Ausnutzung dieser Eigenschaft kann man es gleichzeitig auch mit zwei Monstern aufnehmen, oder es kann ein Monster unter einem herabstürzenden Stein festgehalten werden (was mehr Punkte bringt). Fortgeschrittene Spieler versuchen, gleich mehrere Monster mit einem Stein zu erledigen. Dies gelingt beispielsweise dadurch, dass man von unten gegen einen freigelegten Stein läuft, ihn also gleichsam festhält, um dann zur Seite zu treten und ihn unmittelbar auf die Gegner fallen zu lassen.
Im Allgemeinen laufen die Gegner durch die Tunnel, gelegentlich verwandeln sie sich auch in „Augen“ und geistern langsam durchs Erdreich.
In tieferen Erdschichten gibt es mehr Punkte. Fygar horizontal anzugreifen wird ebenfalls höher belohnt, da er vertikal kein Feuer speien kann.
„Früchte“ und andere Boni erscheinen im Zentrum, nachdem je zwei Steine fallen gelassen wurden. Es gilt sie einzusammeln, bevor sie nach 15 Sekunden wieder verschwinden.
Das Spiel läuft in einer Schleife. Der jeweils letzte Feind versucht an der Erdoberfläche links aus dem Bild zu laufen. Der Level wird durch Blumen in der rechten oberen Ecke repräsentiert. In jedem Folgelevel steigen Anzahl und Geschwindigkeit der Gegner.

## Nachfolge
Dem Fortsetzungstitel, Dig Dug II, war weniger Erfolg beschieden, auch die Verbreitung in den Spielhallen war geringer.

## Quelltext
Der Quelltext von Dig Dug in der Atari-7800-Version wurde bei der Schließung der Atari Corporation 1996 in physischer Form zusammen mit Ms. Pac-Man, Centipede, Robotron: 2084 und acht Spielen verfügbar, vom Atari-Museum rekonstruiert und später veröffentlicht.

## Trivia
- Der Name des Protagonisten ist in Japan Taizo Hori; dies ist ein auf den Ausdruck gegründetes Wortspiel Horitai zo, oder "Ich will graben!"
- Taizo Hori ist der Vater von Susumu Hori, des Hauptcharakters der Serie Mr. Driller.
- Dig Dug war, nach dem Projektions-Rennspiel F-1, das erste Spiel, das Namco an Atari lizenziert hat.
- Auch im Matrix Reloaded Spoof der MTV Movie Awards 2003 wurde "Dig Dug" erwähnt.